# Asociación Nacional para la Defensa del Patrimonio de los Institutos Históricos

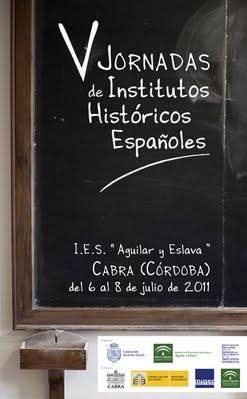
Cartel del 5.º Encuentro de Institutos Históricos Españoles. Cabra (Córdoba), 2011

La Asociación Nacional para la Defensa del Patrimonio de los Institutos Históricos (ANDPIH), también llamada Asociación de Institutos Históricos de España, es una asociación cultural, sin ánimo de lucro, con domicilio social en Granada, dedicada a la promoción, conservación y difusión del patrimonio cultural y educativo de los Institutos de Educación Secundaria españoles, que poseen carácter histórico. Realiza diversas actividades y celebra encuantros anuales entre sus miembros. La asociación fue constituida en 2010 y su actual presidenta es Teresa Juan Casañas.

## Objetivos
- Impulsar la recuperación de los fondos patrimoniales de los Institutos históricos: documentales, bibliográficos, científicos y arquitectónicos.
- Conseguir de las administraciones educativas la dotación de recursos humanos y económicos para la preservación y puesta en valor de dicho patrimonio.
- Celebrar de forma conjunta actividades de carácter científico y educativo, así como Jornadas o Encuentros anuales entre sus miembros.

## Instituciones asociadas
Los institutos de educación secundaria asociados están representados por personas físicas o jurídicas (fundaciones). Son miembros de esta asociación:
- Instituto Padre Suárez, de Granada.
- Instituto Brianda de Mendoza, de Guadalajara.
- IES Cardenal López de Mendoza, de Burgos.
- IES Aguilar y Eslava y Fundación Aguilar y Eslava, de Cabra (Córdoba).
- IES San Isidro e IES Isabel la Católica de Madrid.
- IES Lucus Augusti, de Lugo.

Otros socios son: 
- IES Vega del Turia y Museo IES Vega del Turia, de Teruel. IES Domínguez Ortiz, de Azuqueca de Henares; IES Santísima Trinidad, de Baeza (Jaén); IES Joan Ramis i Ramis, de Mahón (Menorca); IES Goya, de Zaragoza; IES Maestro Juan de Ávila, de Ciudad Real; IES Jorge Manrique, de Palencia; Instituto Padre Luis Coloma, de Jerez de la Frontera; IES Cabrera Pinto y Museo IES Cabrera Pinto, de San Cristóbal de La Laguna; IES San Isidoro, de Sevilla; IES Arcebispo Xelmirez I, de Santiago de Compostela; IES Práxedes Mateo Sagsata de Logroño; IES Zorrilla, de Valladolid, IES Bárbara de Braganza de Badajoz, IES Alfonso X el Sabio de Murcia; IES Plaza de la Cruz de Pamplona; IES Licenciado Francisco Cascales, de Murcia.

También pertenecen otras asociaciones como la Asociación de amigos del patrimonio histórico y museístico del Instituto Padre Suárez de Granada.

## Actividades
- Jornadas anuales:
  - 1.as Jornadas - Patrimonio histórico de los Centros Públicos. Granada, julio de 2007.[4]
  - 2.as Jornadas - El patrimonio educativo de los Institutos Históricos.[5] San Cristóbal de La Laguna, mayo de 2008.
  - 3.as Jornadas - El patrimonio histórico educativo.[6] Guadalajara, julio de 2009.
  - 4.as Jornadas - Cultura, educación y patrimonio.[7] Santiago de Compostela, julio de 2010.
  - 5.as Jornadas de Institutos históricos españoles. Cabra (Córdoba), 6 al 8 de julio de 2011. Fueron inauguradas por el presidente de la Junta de Andalucía, José Antonio Griñán,[8] y clausuradas por el ministro de Educación de España, Ángel Gabilondo.
  - 6.as Jornadas - Jornadas de los institutos históricos de España. Logroño, abril de 2012.
  - 7.as Jornadas - Comprometidos con nuestro patrimonio. Burgos, abril de 2013.
  - 8.as Jornadas - A ciencia cierta. Badajoz, mayo de 2014.
  - 9.as Jornadas. Mahón, mayo de 2015.
  - 10.as Jornadas. Teruel, julio de 2016.
  - 11.as Jornadas. Murcia, julio de 2017.
  - 12.as Jornadas. Madrid, julio de 2018. Fuimos, somos y seremos Historia. IES San Isidro e IES Isabel la Católica.
  - 13.as Jornadas. Mieres, julio de 2019.
  - 14.ª.as Jornadas. Pamplona, junio de 2021.
  - 15.ª.as Jornadas. Málaga, mayo de 2022.
  - 16.ª Jornadas. Soria, mayo de 2023.
  - 17.ª Jornadas. Huesca, julio de 2024.
- Reuniones con autoridades educativas.[9]

## Orden de Alfonso X el Sabio
La Asociación de Institutos históricos españoles fue condecorada con su ingreso en la Orden de Alfonso X el Sabio, en su categoría de Corbata, por el Consejo de Ministros de 8 de julio de 2011, junto a la Fundación de Ayuda contra la Drogadicción y la Fundación Tomillo. A la ANDPIH se le reconoce con este galardón, su labor de promoción, conservación y difusión del patrimonio cultural y educativo de los Institutos de Educación Secundaria que tienen carácter histórico.